# فاتماتا فوفانا
فاتماتا فوفانا (بالفرنسية: Fatmata Fofanah) (مواليد 10 يونيو 1985 في فريتاون، سيراليون) عداءة مسافات قصيرة بحرينية الجنسية غينية الأصل متخصصة في سباقات 100 متر حواجز. ولدت في سيراليون خلال الحرب الأهلية في سيراليون وترعرعت في غينيا والولايات المتحدة. شاركت فاتماتا مرتين في سباقات المضمار والميدان لبطولة عموم أمريكا النسائية لصالح معهد جورجيا التقني. في أوائل عام 2008 فازت بالميدالية الذهبية في سباق 100 متر حواجز في بطولة أفريقيا لألعاب القوى التي أقيمت في أديس أبابا بإثيوبيا.
اختيرت للمنتخب الغيني الأولمبي لعام 2008 للمنافسة في سباق 100 متر حواجز وكانت حامل العلم في حفل الافتتاح. في التصفيات أصيبت ولم تستطع إكمال السباق.
شقيقها نابي فودي فوفانا أيضا عداءة شاركت في منتخب غينيا الأولمبي عامي 2004 و 2008.
حققت أفضل زمن لها وقدره 12.96 ثانية في يونيو 2007 في سكرامنتو.

## الإنجازات
| العام        | البطولة                    | الملعب     | المركز     | السباق        | الزمن      |
| مثلت غينيا   | مثلت غينيا                 | مثلت غينيا | مثلت غينيا | مثلت غينيا    | مثلت غينيا |
| ------------ | -------------------------- | ---------- | ---------- | ------------- | ---------- |
| 2007         | ألعاب عموم أفريقيا         | الجزائر    | 3          | 100 متر حواجز | 13.76      |
| 2008         | بطولة أفريقيا لألعاب القوى | أديس أبابا | 1          | 100 متر حواجز | 13.10      |
| 2008         | الألعاب الأولمبية الصيفية  | بكين       | -          | 100 متر حواجز | انسحبت     |
| مثلت البحرين |                            |            |            |               |            |
| 2009         | بطولة آسيا لألعاب القوى    | غوانزو     | 6          | 100 متر حواجز | 13.63      |

## روابط خارجية
- فاتماتا فوفانا على موقع الاتحاد الدولي لألعاب القوى (الإنجليزية)
- فاتماتا فوفانا على موقع أوليمبيديا (الإنجليزية)